# Ablabesmyia suturalis
Ablabesmyia suturalis är en tvåvingeart som först beskrevs av Santos Abreu 1918.  Ablabesmyia suturalis ingår i släktet Ablabesmyia och familjen fjädermyggor.
Artens utbredningsområde är Kanarieöarna. Inga underarter finns listade i Catalogue of Life.